# Cyclocephala guttata
Cyclocephala guttata är en skalbaggsart som beskrevs av Bates 1888. Cyclocephala guttata ingår i släktet Cyclocephala och familjen Dynastidae. Inga underarter finns listade i Catalogue of Life.